# Eupteryx florida
Eupteryx florida är en insektsart som beskrevs av Ribaut 1936. Eupteryx florida ingår i släktet Eupteryx och familjen dvärgstritar. Arten är reproducerande i Sverige. Inga underarter finns listade i Catalogue of Life.